# Seedorf (Lauenburg)
Seedorf ist eine Gemeinde im Kreis Herzogtum Lauenburg in Schleswig-Holstein. Zur Gemeinde gehören die Ortsteile Groß Zecher und Zuckerhut.

## Geographie
Die Gemeinde Seedorf erstreckt sich vom Seedorfer Küchensee entlang am Priestersee an Zuckerhut vorbei bis nach Groß Zecher am Schaalsee. Seedorf hat 560 Einwohner und 320 Zweitwohnsitzler.
Der Schaalsee, an dem die Ortschaft liegt, ist ein weites, buchtenreiches und von vielen Wäldern umgebenes Seengebiet.

## Geschichte
Seedorf ist ein typisches Dorf, wie es durch die Kolonisation im Mittelalter entstand. Erstmals wurde das Seedorfer Kirchspiel 1194 im Zehntregister des damaligen Bischofs Isfried von Ratzeburg erwähnt. Ab 1889 gehörte die Gemeinde zum Amtsbezirk (ab 1948 Amt) Sterley, das 1971 mit dem Amt Gudow zum Amt Gudow-Sterley zusammengefasst wurde. Seit 2008 gehört die Gemeinde dem Amt Lauenburgische Seen an.
Erwähnenswert ist in Seedorf die aus dem 13. Jahrhundert stammende St.-Clemens-St.-Katharinen-Kirche. Die originalen Wandmalereien gehören zu den frühesten Konturenmalereien in Norddeutschland. Ein Blickfang ist auch das vor dem Seedorfer Werder liegende Schloss, das 1891–1893 erbaut wurde und heute in Privatbesitz ist.
Am Ortsausgang Richtung Hollenbek an der K 50 befinden sich auf der rechten Seite die Hügelgräber aus der älteren Bronzezeit (ca. 1500–1200 v. Chr.).

## Wirtschaft
Seedorf mit seinen Ortsteilen Groß Zecher und Zuckerhut hat vier Gastwirtschaften, zwei Landgasthöfe, diverse Ferienwohnungen, eine Schmiede, zwei Zimmereibetriebe, einen Binnenfischer, Forstwirtschaften, mehrere Agrar- und Viehlandwirtschaften sowie einen Gebäudereinigerbetrieb.

## Politik

### Gemeindevertretung
Bei der Kommunalwahl 2023 errang die Wählergemeinschaft Seedorf erneut alle neun Sitze in der Gemeindevertretung. Die Wahlbeteiligung betrug 64,9 Prozent.

### Bürgermeister
Bürgermeister ist seit 2018 Reinhard Jahnke, der langjährige Bürgermeister Detlef Rodust wurde auf eigenen Wunsch nicht wieder zur Wahl aufgestellt und wurde von der neuen Gemeindevertretung zum Ehrenbürgermeister ernannt.

### Wappen
Blasonierung: „In Silber über blauem Wellenschildfuß, darin eine silberne Maräne über zwei silbern-rot tingierten Steinen, rechts ein grüner Laubbaum mit schwarzem Stamm und links ein natürlich tingierter mit dem Schnabel in den Wellenschildfuß tauchender Eisvogel im Sturzflug.“

## Sehenswürdigkeiten

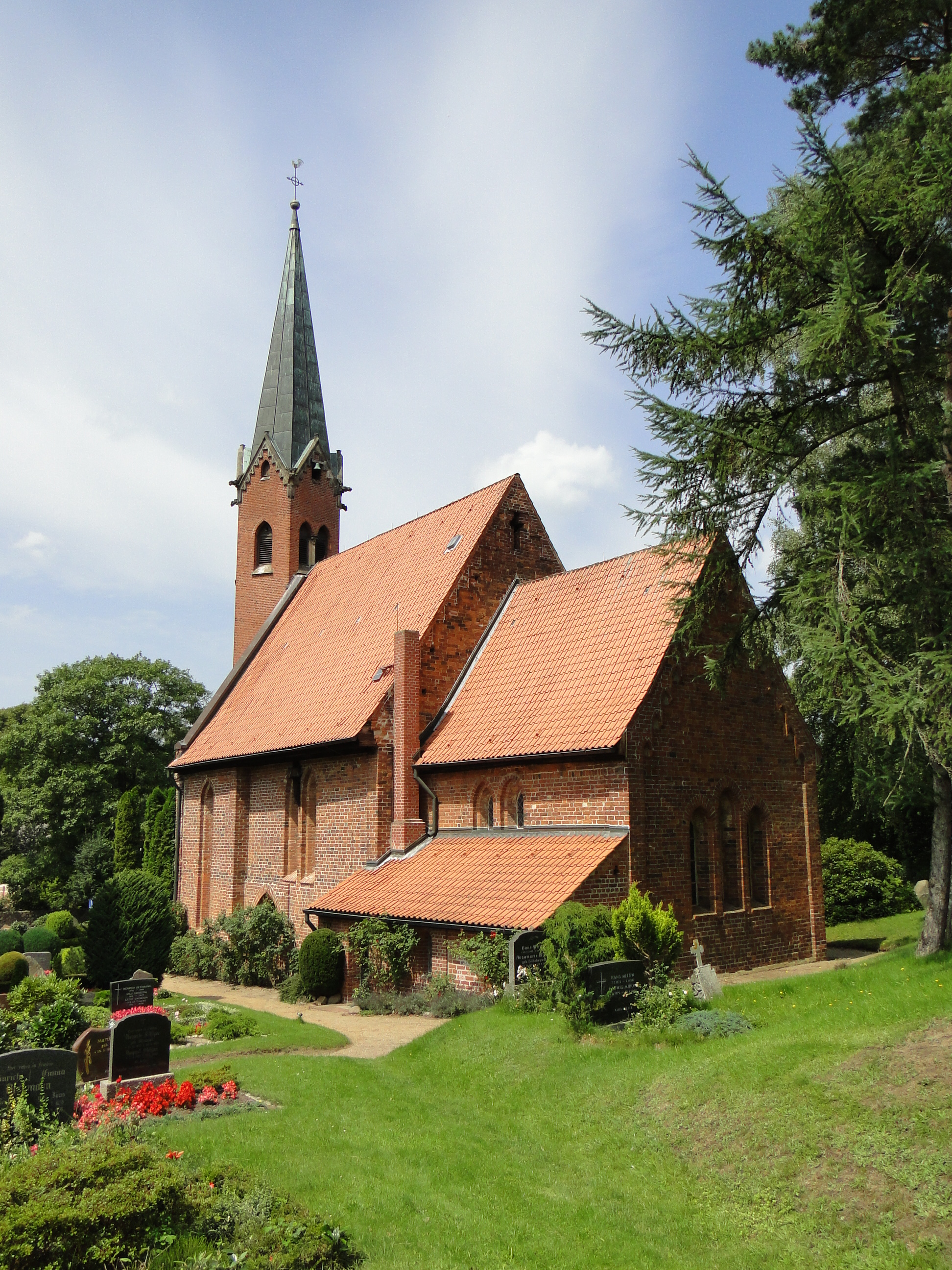
Kirche

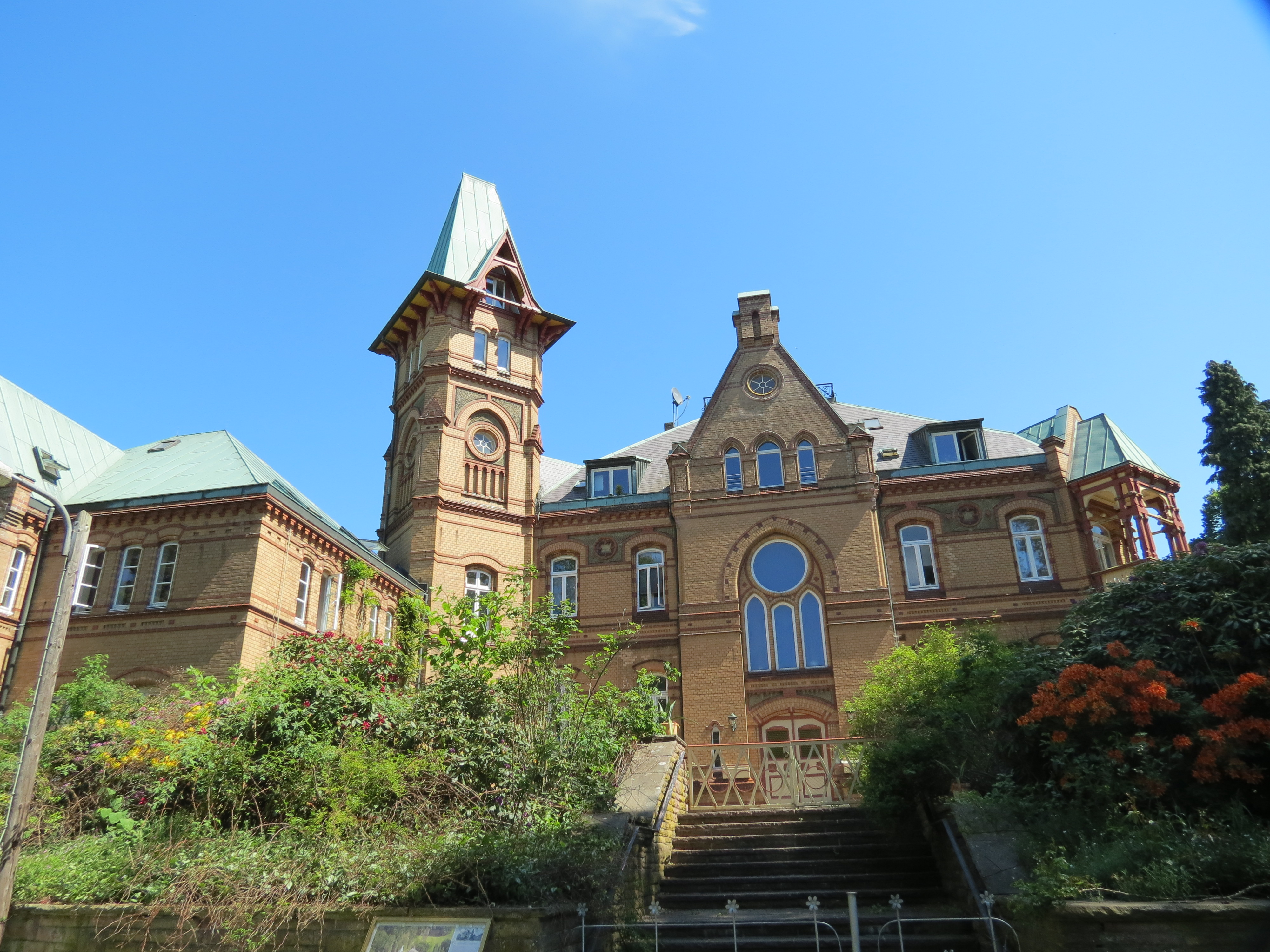
Schloss

In der Liste der Kulturdenkmale in Seedorf (Lauenburg) stehen die in der Denkmalliste des Landes Schleswig-Holstein eingetragenen Gebäude.
- St.-Clemens-St.-Katharinen-Kirche, im 13. Jahrhundert erbaut
- Schloss Seedorf, vor dem Seedorfer Werder gelegen, 1891 bis 1893 erbaut
- Dorfschmiede, erbaut etwa 1850
- Fachwerkwohnhaus, sog. Inspektorenhaus in der Lindenallee 13
- Park in der Schlossstraße
- Kirchhof in der Schlossstraße

Früher gab es den täglich geöffneten Deutsch-Dänischen Freizeitpark Seedorf auf dem historischen Gutshof Seedorf am Schaalsee. Er bot außerdem einen Streichelzoo für Kinder, ein Kutschenmuseum und ein Automuseum mit etwa 85 Fahrzeugen mit Schwerpunkt auf Vorkriegsfahrzeugen. Beteiligt war Johan Otto Raben-Levetzau, der auch das Aalholm Automobile Museum betrieb. Laut zeitgenössischer Quellen wurde das Museum im Sommer 1975 eröffnet, war im Juni 1977 noch existent und im Juli 1977 nicht mehr geöffnet. Eine andere Quelle gibt an, dass der Freizeitpark 1974 entstand und im Juli 1975 komplett abbrannte.

## Persönlichkeiten
- Ernst Haack (* 1850 in Seedorf als Sohn des Schmieds; † 1945) Oberkirchenrat in Schwerin
- Auguste Beer (* 1889 in Neuruppin; † 1932), Tochter des Generalmajor Georg von Zastrow, Malerin, zog 1915 nach Seedorf
- Claus Ocker (* 20. Dezember 1923 in Verden (Aller); † 25. November 2015), Sänger klassischer Musik, Konzertsänger und Hochschullehrer in der Stimmlage Bariton, lebte in Seedorf